# 1266
Évszázadok: 12. század – 13. század – 14. század
Évtizedek: 1210-es évek – 1220-as évek – 1230-as évek – 1240-es évek – 1250-es évek – 1260-as évek – 1270-es évek – 1280-as évek – 1290-es évek – 1300-as évek – 1310-es évek
Évek: 1261 – 1262 – 1263 – 1264 –  1265 – 1266 – 1267 – 1268 – 1269 – 1270 – 1271

## Események
- január 6. – Anjou Károly lesz Nápoly és Szicília királya (Szicíliában 1282-ben megfosztják a tróntól, Nápolyban 1285-ig uralkodik).
- február 26. – A beneventói csata. Manfréd szicíliai király elesik az Anjou Károllyal vívott csatában.[1] Ezzel véget ér a Hohenstaufok szicíliai hatalma és az Anjouk kerülnek trónra.
- A perth-i béke Skóciának juttatja a Nyugati-szigeteket.
- V. István a kunokat üldözve benyomul Bulgáriába, elfoglalja Vidint és felveszi a bolgár királyi címet.

## Születések
- Beatrice Portinari, Dante Alighieri kedvese, aki az Isteni színjátékban átvezeti őt a mennyországon

## Halálozások
- február 26. – Manfréd szicíliai király (* 1232)
- október 21. – Birger Jarl svéd kormányzó (* 1210 k.)
- Berke kán[2]